# Vadzim Makhneu
Vadzim Makhneu (né le 21 décembre 1979 à Minsk) est un kayakiste biélorusse pratiquant la course en ligne.

## Carrière
Médaillé de bronze de kayak biplace 500 m aux Jeux olympiques d'été de 2004 à Athènes, il remporte le titre en K-4 1 000 m quatre ans plus tard à Pékin. Durant ces Jeux olympiques de 2008, il est aussi médaillé de bronze en kayak biplace 500 m.
Aux Jeux olympiques d'été de 2012 à Londres, il est vice-champion olympique de kayak biplace 200 m avec Raman Piatrushenka, derrière les Russes Aleksandr Dyachenko et Yury Postrigay et devant les Britanniques Liam Heath et Jon Schofield[réf. souhaitée].